# Więzadła kosteczek słuchowych

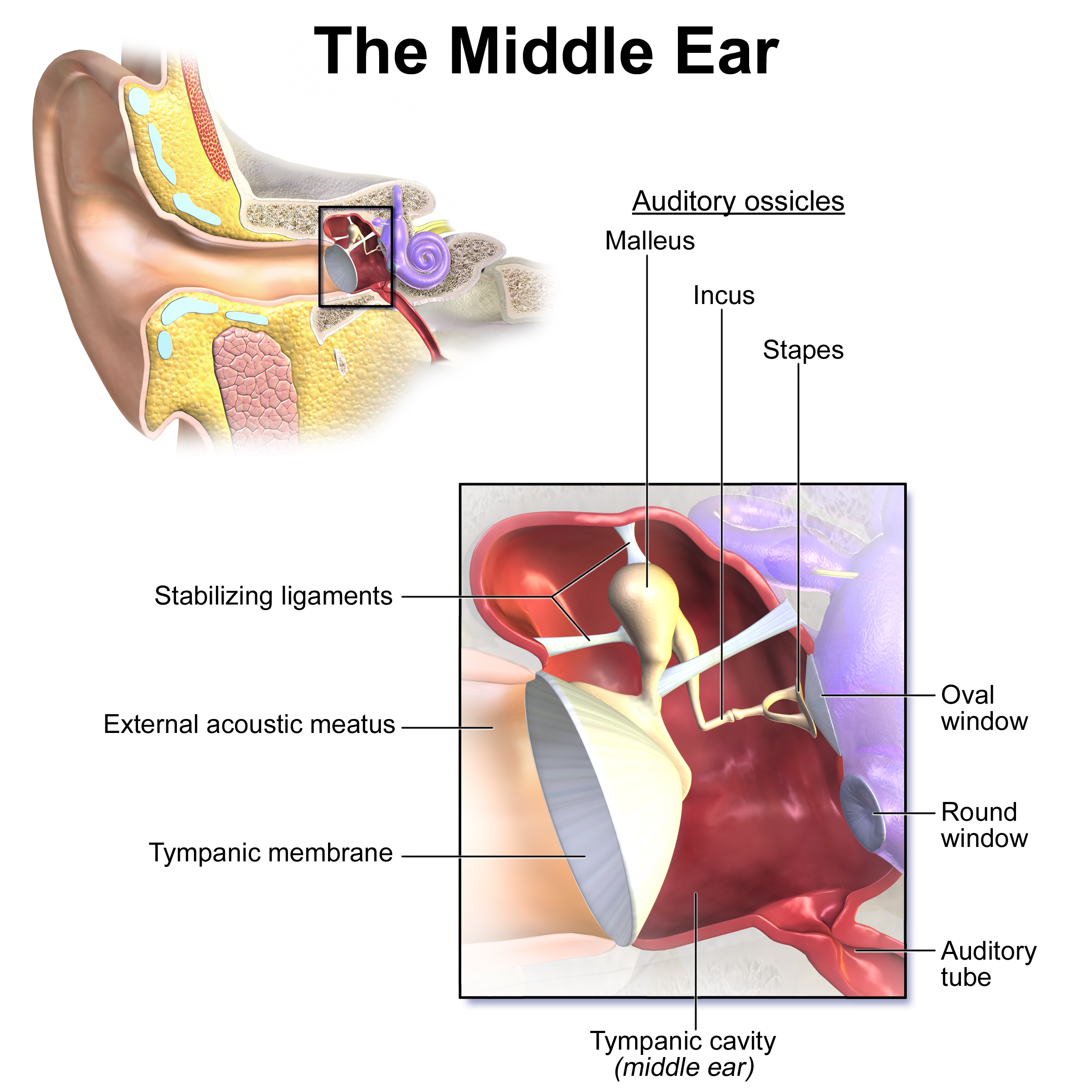
Ucho środkowe człowieka. Widoczne więzadła młoteczka.

Więzadła kosteczek słuchowych (łac. ligamenta ossiculorum auditus) – więzadła łączące kosteczki słuchowe ze ścianami jamy bębenkowej (wyjątkiem jest błona strzemiączkowa, która jest połączeniem własnym strzemiączka).
U człowieka zaliczają się do nich:
- więzadło przednie młoteczka,
- więzadło górne młoteczka,
- więzadło boczne młoteczka,
- więzadło górne kowadełka,
- więzadło tylne kowadełka,
- błona strzemiączkowa,
- więzadło pierścieniowate strzemiączka[1].